# The Hateful Eight-Year-Olds
«The Hateful Eight-Year-Olds» (укр. «Мерзенні восьмирічні») — двадцять перша серія тридцять першого сезону мультсеріалу «Сімпсони», прем'єра якої відбулась 10 травня 2020 року у США на телеканалі «Fox».

## Сюжет
Лісу запрошують на день народження Едді, дівчинки, з якою Лісу об'єднала взаємна любов до книг і коней. Барт глузує з любові Ліси до коней, змушуючи її символічно розірвати їхній братський зв'язок. Поки Ліса на святі, а про Барта піклується дідусь, Гомер бере Мардж у круїз на заході сонця.
Едді виявляється досить заможною, із власними конями. Її подруги — жорстокі і нахабні — швидко починають глузувати з Ліси, до чого приєднується й Еддісон (повне ім'я дівчинки).
Ліса телефонує батькам, але через поганий зв'язок її не чути і не доставляються повідомлення. Ліса потрапляє у пастку вечірки, коли дівчата знімають її вірусну боязку реакцію на серіал «Слава Богу, що я мертвий». Зрештою, після низки знущань, Едді зізнається, що запросила Лісу, щоб дівчата мали когось, щоб познущатись, крім неї. Вона також пропонує так само зробити і Лісі, однак та з жахом відмовляється.
Тим часом, під час круїзу Гомер неправильно розуміє соліста гурту «Sailor's Delight» (укр. «Втіха моряка»), який фліртував нібито з Мардж, але образив її помилкою. Гомер кидається на соліста, через що сет-лист групи та алкоголь опиняються в морі, що руйнує круїз.
Ліса втікає подалі та намагається зателефонувати додому дідусю. Телефон бере Барт, який відмовляється допомогти після того, як його «розбратили». Однак, під час розмови дівчата відбирають телефон Ліси і відкидають його, тож Барт вирішує врятувати її…
Коли Барт приїжджає Ліса радіє. Однак замість того, щоб просто врятувати сестру, Барт змовляється з нею помститися. Коли дівчата засинають Ліса вмокує їхнє волосся у засіб для зміцнення копит.
Тим часом Гомер рятує себе від неприємностей, переконуючи людей, що врятував їхній шлюб, зіпсувавши вечірку. Мардж вирішує поділитись фото з Лісою, однак воно пробуджує дівчат. Їхні закручені коси ламаються, і волосся стає, як у Ліси (у формі зірки). Барт і Ліса ховаються в сараї і сідають на коня, хоча Барт демонструє свій страх перед ними. Виявляється, глузуючи з коней він не ненавидить їх, а боїться.
Їх оточують дівчата, але Лісі вдається переконати Едді залишити дівчат і знову стати собою. Зрештою, Едді скидає дівчат з коней, від чого вони безпомічно лежать, а Ліса з Бартом йдуть верхи вдалечінь…
У фінальній сцені на кораблі «Weezer» виконують початкову тему «Сімпсонів».

## Ставлення критиків і глядачів
Під час прем'єри серію переглянули 1,4 млн осіб з рейтингом 0.5, що зробило її найпопулярнішим шоу на каналі «Fox» тієї ночі.
Тоні Сокол з «Den of Geek» дав серії чотири з п'яти зірок, сказавши:
|  | Серія працює, тому що все у ній, зрештою, спрощено. Сімейний характер переважає у всіх соціальних ситуаціях. Ліса не лише нагадує подрузі Едді про важливі речі в житті. Вона надихає її кинути своїх надутих фальшивих друзів, що змушує їх захотіти бути з нею справжніми друзями. Гомер виголошує хвилюючу промову не лише для того, щоб врятувати своє життя і життя Мардж, але й спонукати людей навколо бути кращими, залишатися вдома і дивитися телевізор. «The Hateful Eight-Year-Olds» завантажений повідомленнями, але також має свою частку сміху. |

Згідно з голосуванням на сайті The NoHomers Club більшість фанатів оцінили серію на 4/5 із середньою оцінкою 3,36/5.